# Tęgosz rdzawy
Tęgosz rdzawy (Elater ferrugineus) – jeden z największych chrząszczy z rodziny sprężykowatych wśród europejskich gatunków. W Polsce objęty częściową ochroną gatunkową.

## Siedlisko
Pierwotnym siedliskiem gatunku są dojrzałe lasy z udziałem drzew liściastych, w których dostępne są drzewa sędziwe z wykształconymi próchnowiskami. Spotykany również w zadrzewieniach poza lasami (śródpolne i przydrożne, stare parki itp.), gdy występują w nich stare dziuplaste drzewa liściaste.